# 傑夫·賓格曼
傑夫·賓格曼（英語：Jeff Bingaman；1943年10月3日—）是美国的一位政治人物，曾於1983年至2013年期間擔任新墨西哥州的聯邦參議員。他的黨籍是民主黨。2011年，賓格曼宣布他不會在2012年尋求連任。